# 듄의 아이들
《듄의 아이들》(Children of Dune )은 프랭크 허버트의 1976년 SF 소설로, 그의 듄 시리즈 6편의 세 번째 작품이다. 그것은 원래 1976년 Analog SF and Fact에 연재 되었으며 책 출판 전에 연재된 마지막 Dune 소설이었다.
Dune Messiah의 끝에서 Paul Atreides는 맹인이 되어 사막으로 걸어 들어가고 쌍둥이 자녀 Leto와 Ghanima는 Fremen의 보살핌에 맡겼고 그의 여동생 Alia는 섭정으로 우주를 다스렸다. 향신료에 의해 자궁에서 깨어난 아이들은 Alia가 필사적으로 갈망하는 역할인 우주의 운명에 대한 Paul의 선견지명에 대한 상속인이다. 코리노 가문은 왕좌로 돌아가려는 계획을 세우고, 베네 게세리 트는 폴 아트레이드의 아이들과 향신료를 통제하기 위해 레이락수 및 간격 조합 과 공동 대의를 펼친다.
처음에 75,000부 이상 판매된 이 책은 공상과학 소설 분야 최초의 하드커버 베스트셀러가 되었다. 이 소설은 줄거리, 액션, 분위기로 비평가들로부터 호평을 받았으며 1977년 휴고상 최우수 소설 상 후보에 올랐다. 듄 메시아 (1969)와 듄의 아이들은 2003년 공상과학 채널에 의해 프랭크 허버트의 듄의 아이들이라는 미니시리즈로 집합적으로 각색되었다.

## 구성
Paul Muad'Dib 황제가 맹인으로 사막에 들어간 지 9년 후, Dune 의 생태학적 변화는 덜 건조한 기후에서 일부 Fremen이 스틸슈트 없이 생활하고 siches에서 나와 마을로 이동하기 시작하는 지점에 도달했다. 도시. 오래된 방식이 침식되면서 점점 더 많은 순례자들이 무아디브 행성을 경험하기 위해 도착한다. 제국의 고등 평의회는 정치적 힘을 잃었고 지하드를 통제할 힘이 없다.
Paul의 어린 쌍둥이 자녀인 Leto II와 Ghanima는 그들의 보호자 Alia가 Abomination (할아버지 Baron Vladimir Harkonnen 이 소유한 것)에 굴복했으며 비슷한 운명이 그들을 기다리고 있을지 두려워한다고 결론지었다. 그들(그리고 Alia)은 또한 Dune의 테라포밍 이 모든 샌드웜 을 죽이고 향신료의 근원을 파괴한다는 것을 알고 있지만 Harkonnen은 이러한 결과를 원한다. Leto는 또한 그의 아버지처럼 자신의 예지력에 갇히게 될까 두려워한다.
한편, 광야에는 종교정부의 부당함과 프레멘의 변화에 맞서는 새로운 종교인 '설교자'가 등장한다. 일부 프레멘들은 그가 폴 아트라이드라고 믿다. 살 루사 세쿤두스에서 몰락한 코리노 가문의 웬시시아 공주는 쌍둥이를 암살하고 가문의 권력을 되찾으려 음모를 꾸민다.
레이디 제시카는 아라키스로 돌아와 자신의 딸이 귀신 들린 것을 알게 되지만 쌍둥이에게서 어보미네이션의 흔적을 찾지 못한다. 레토는 프레멘의 지도자인 스틸가르가 목숨을 노리는 경우 여동생을 보호하기 위해 주선한다. 설교자는 Wensicia의 아들 Farad'n 을 만나기 위해 Salusa Secundus로 여행하고, 그 대가로 Duncan Idaho ghola 를 Corrino 가문의 대리인으로 서약한다. 알리아는 던컨의 도움으로 사막으로 탈출한 제시카를 암살하려 하고, 프레멘 사이에서 반란을 일으키게 된다. 쌍둥이는 Corrino 암살 음모를 예상하고 생존한다. Leto는 Preacher를 찾으러 떠나고, Ghanima는 자기 최면으로 기억을 바꾸며 그녀의 오빠가 살해당했다고 보고한다. 던컨과 제시카는 살루사 세쿤두스로 피신하고, 그곳에서 제시카는 패러드앤의 멘토가 되기 시작한다. 그는 그의 섭정 어머니 벤시시아와 베네 게세리트와 동맹을 맺은 베네 게세리트 로부터 권력을 장악하고 베네 게세리트와 결혼하고 황제가 되려는 그의 도전을 지지한다.
프레멘 무법자 무리는 제시카의 명령에 따라 그룹에 잠입한 거니 할렉 의 제안으로 레토를 붙잡고 스파이스 트랜스를 겪게 한다. Leto의 향신료에 의한 환상은 인류가 멸종되고 생존하는 유일한 미래가 될 수 있는 무수한 미래를 보여준다. 그는 이 미래를 "황금 길"이라고 명명하고, 이미 이 미래를 엿보던 아버지가 거부한 그것을 실현하기로 결심한다. 그는 포획자를 탈출하고 모래송어 떼와 물리적으로 융합하여 황금 길을 추구하기 위해 인간성을 희생하여 초인적인 힘과 거의 무적을 얻다. 그는 사막을 가로질러 여행을 하고 실제로 바울인 설교자와 대면한다.
던컨은 아라키스로 돌아와 스틸가를 도발하여 그를 죽이고 스틸가는 강제로 가니마를 데려가 은신하게 된다. Alia는 Ghanima를 탈환하고 Farad'n과의 결혼을 주선하고, Ghanima가 그녀의 오빠의 살인에 대한 복수를 위해 그를 죽일 때 예상되는 혼란을 이용할 계획이다. 프리처와 레토는 알리아와 맞서기 위해 수도로 돌아간다. 도착하자 폴은 살해당하고 알리아는 공포에 휩싸인다. Leto는 초인간적인 힘을 과시하여 자신을 드러내고 Ghanima의 진정한 기억을 되살린다. 그는 Alia와 마주하고 그녀가 그녀의 소유물을 극복하도록 도와주겠다고 제안하지만 Harkonnen은 저항한다. Alia는 높은 발코니에서 몸을 던져 스스로 목숨을 끊다.
레토는 스스로를 황제라고 선언하고 프레멘에 대한 통제권을 주장한다. Farad'n은 그의 서비스에 입대하여 Corrino 군대를 통제한다. Leto는 그의 목표를 달성하기 위해 여동생 Ghanima와 결혼하지만 Farad'n은 Atreides 라인이 계속될 수 있도록 그녀의 진정한 배우자이다.

## 분석
허버트는 소설의 초기 3부작( 듄, 듄 메시아, 듄 의 아이들 )을 푸가에 비유했는데, 듄 이 영웅적인 멜로디라면 듄 메시아는 그 역전 곡이었다. Paul은 우주의 단일 핵심 자원인 멜란지를 장악하여 듄에서 권력을 잡다. 그의 적들은 죽거나 전복되었으며, 그는 권력을 장악하고 단단하지만 깨달은 평화를 우주에 가져올 예정이다. Herbert는 일련의 실패와 철학적 역설로 Paul의 승리를 약화시키기 위해 뒤따르는 책에서 선택했다.